# 臺灣府城
臺灣府城，是臺灣歷史上清朝臺灣府的府城，1887年後因行政區改制（臺灣府分割出臺南府）而改稱臺南府城，至於新的臺灣府治即設在新建的臺灣省城，故省城即是新的臺灣府城。又因為臺灣縣衙與後來的安平縣衙位於此城內，亦可視為1887年前的臺灣縣城與之後的安平縣城。該城始建於雍正年間1723年，初建木柵城，後改以三合土為材，共有城門十四座。城牆最大周長2700丈（8.64km），為福建省第三大城，小於泉州府城（清順治改建為周長3600丈）及福州府城（周長3349丈）。臺灣割日後，城池逐漸傾毀，臺灣日治時期的市區改正期間有部分城牆拆毀後於原址闢建新式道路，到1917年左右已大致遭到拆除，歷時約194年，但仍有部分殘存至今。
臺灣府城的範疇主要為現今臺南市中西區西門路以東的範圍以及附近的東、南、北區的小部分，而西門路以西至安平區舊聚落（一鯤鯓）之間則是昔日的臺江內海。

## 歷史
臺南地區最早出現的城堡，應是1625年荷蘭東印度公司在今赤崁樓的位置，建造的一座粗糙但能防火的城砦，還在市街周圍建造竹籬，其北、東抵德慶溪岸，西抵臺江內海附近，南抵後來的普羅民遮城南側不遠處。但由於不久後發生的瘟疫令人民遷離，導致該竹籬後來就失修倒塌了:18。1652年，臺灣爆發了郭懷一抗荷事件，隔年荷蘭東印度公司便建造了普羅民遮城。
康熙年間，施琅一舉攻下澎湖，鄭克塽投降。但此時的清廷對臺灣這個化外之地並無太大興趣，攻臺充其祇是為了根除反清勢力，甚至有「收澎湖、棄臺灣」的計畫。隨後施琅上呈《臺灣棄留疏》，力諫臺灣之戰略價值，纔使臺灣正式成為大清版圖，臺灣府治即設於今日之臺南，為臺灣首府。
臺灣府（今臺南）自明鄭時代即全臺行政中心，清代臺南依然是全臺重心，臺灣道、臺灣府皆位於臺南，城市發展成熟。惟清廷施行臺灣不築城政策，居民之身家性命未獲保護，官署的安全也沒有保障。雖地方官員一再呈請築城，但結果是臺灣府設置的開始四十年沒有築城。

### 木柵城時期
從築城開始到雍正十一年（1733年）為木城時期:19。
由於康熙六十年（1721年）的朱一貴事件，於是在雍正初期臺灣知縣周鍾瑄開始修築木柵:20。其長度在《重修福建臺灣府志》、《重修臺灣府志》和《續修臺灣府志》都寫說是兩千一百四十七丈（6.87km），而《重修臺灣縣志》和《續修臺灣縣志》是寫兩千六百六十二丈（8.518km）:20。而在這時所築的府城只有七門，而且西邊未完全被包圍，以致當時（大）西門獨自聳立著，兩邊未與木柵相連:41。

#### 築城年代爭議
傳統說法及一些方志認為臺灣府城是在雍正元年（1723年），臺灣縣知縣周鍾瑄籌畫以木柵築城:95。不過另有一說認為臺灣府築城的時間並非雍正元年，而是雍正三年（1725年）。成大歷史系教授石萬壽亦是認為1725年才築城者之一，他主要是依據《重修臺灣縣志》中「郡治設柵城時，知府孫魯令朝陽引路畫界，不害民居。」一文，認為知府孫魯亦與築城有關，但孫魯雍正四年方上任，知縣周鍾瑄也是雍正四年卸任，所以認為《大清一統志》所載之雍正三年築城較有可能。臺南市文獻委員范勝雄也支持此看法，並引巡臺滿御史禪濟布之奏摺為證。該奏摺於雍正三年三月十六日所上，並提到興工日期是在本月二十七日。故此說為台南市文化資產保護協會和財團法人古都保存再生文教基金會所採用，於2005年發起舉辦臺南建城二百八十年活動:11。

### 竹城時期

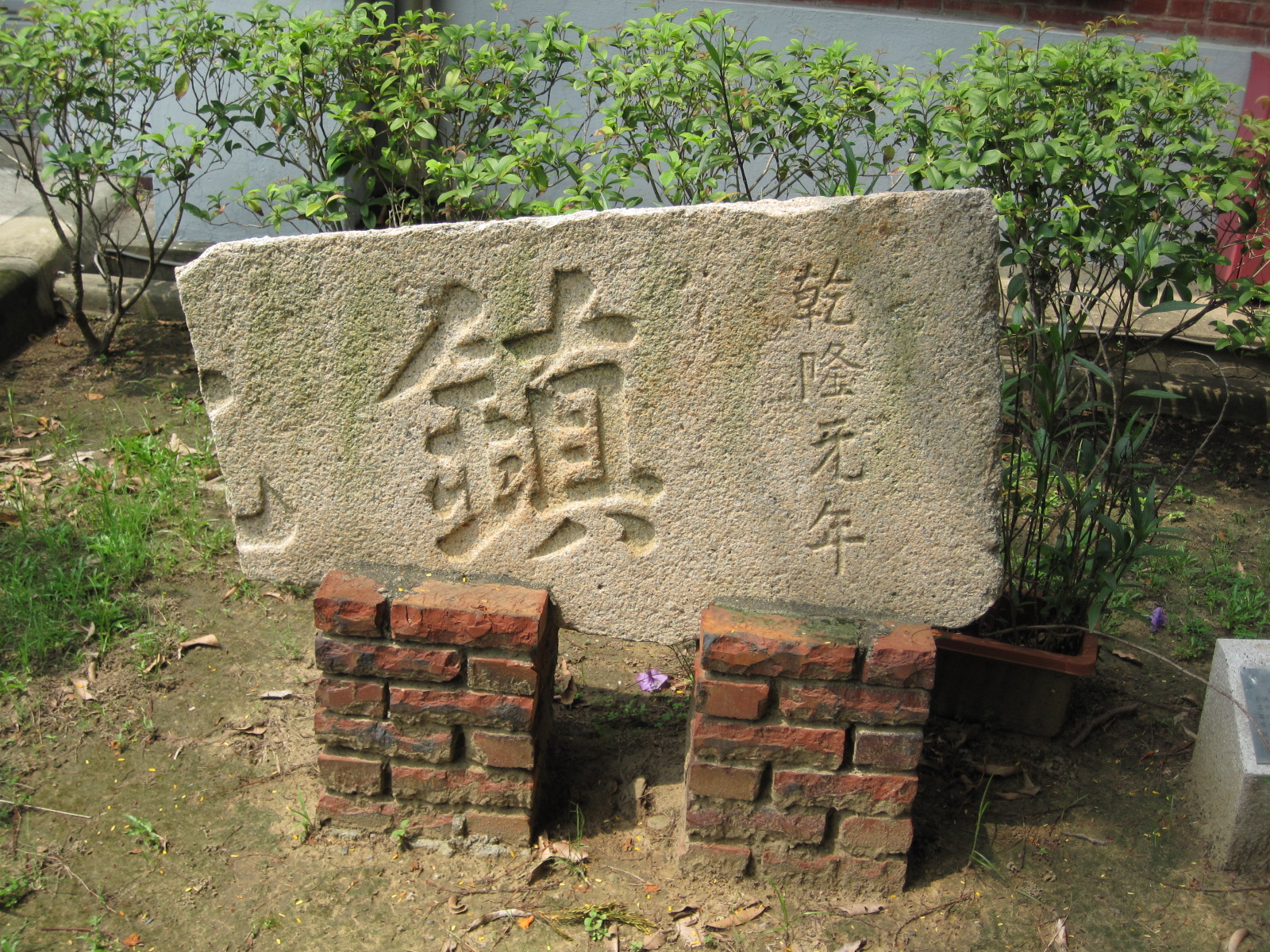
小北門的門額，上面落款年代為乾隆元年。

從雍正十一年（1733年）到乾隆五十三年（1788年）為竹城時期:19。
由於雍正十年（1732年）的吳福生事件，在雍正十一年（1733年），福建總督郝玉麟奉旨加植莿竹以強化城防:96:20。而除此之外，還在小北門與後來小西門的位置建了大砲臺，在大西門外設四座敵臺，小北門外設兩座敵臺:22。
乾隆元年時，始將七座城門改為石製，並建了十五座窩舖:23。而乾隆二十四年（1759年）時，臺灣知縣夏瑚又在莿竹外增植綠珊瑚這種有毒汁的灌木來進一步強化府城的防禦:96:20。到了乾隆四十年（1775年）時，臺灣知府蔣元樞再補植莿桐:96:20與林投樹:24，並添建了小西門和整修砲臺與窩舖:23。

### 三合土城時代

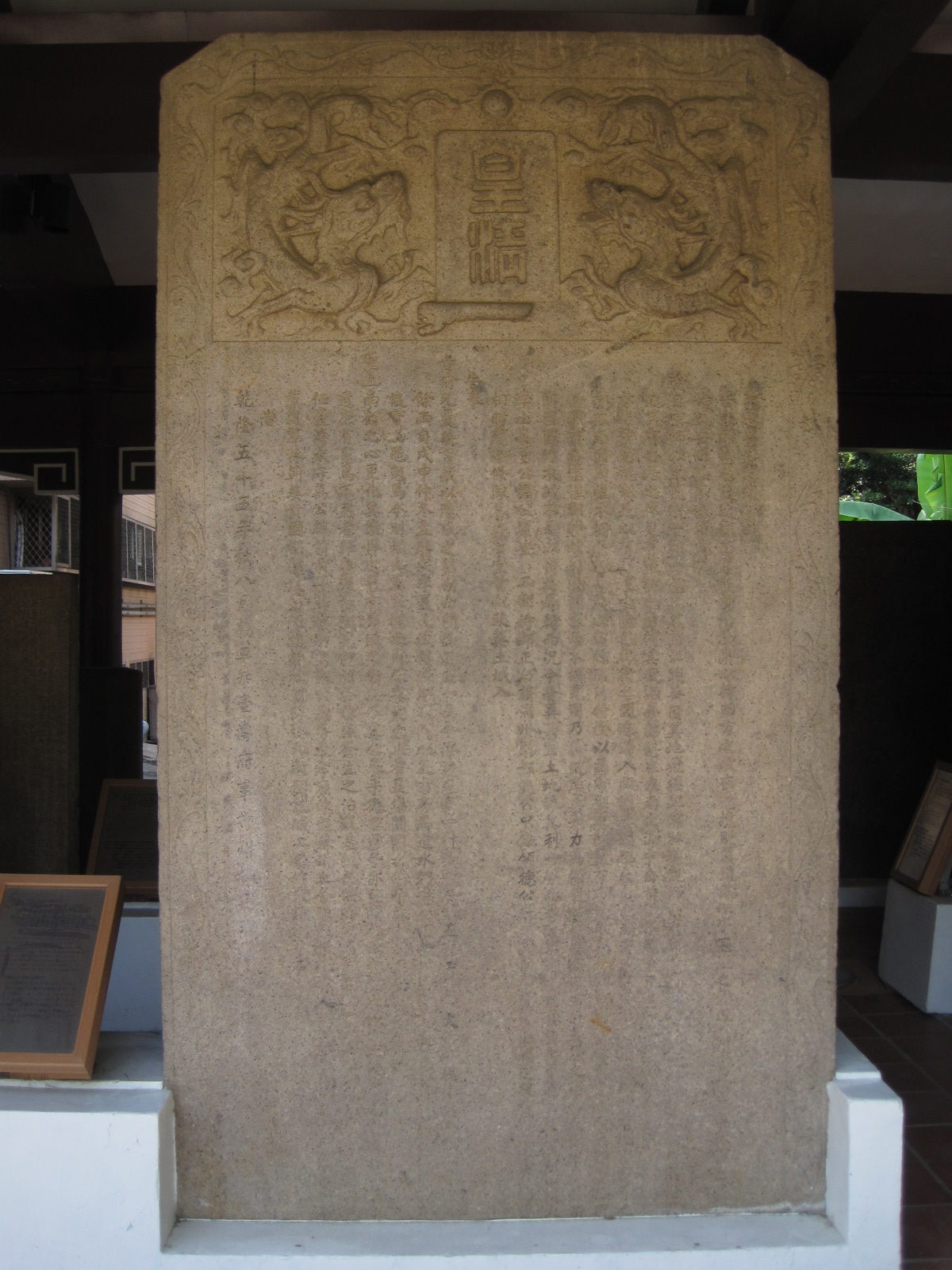
楊廷理所立之「改建臺灣府城碑記」（臺南南門公園碑林）

從乾隆五十三年（1788年）到日本明治三十三年（1900年）大幅拆城為止為土城時期:19。
由於乾隆五十一年到五十三年（1787年至1788年），臺灣爆發林爽文事件，林爽文於彰化起事後，烽火蔓延全島。戰事前後歷經一年四個月，清廷調動四省的兵力才平定，是清朝治臺最大規模的抗清事件。臺灣各地的城牆均由木柵或荊竹所築，除府城以外，其他四座縣廳城全部淪陷，曝露出木柵或荊竹不足以防禦的缺點。事平之後，福康安、工部侍郎德成、福建巡撫徐嗣曾提出將原來用荊竹為插的臺灣府城改建為土城。這項提議被予以接受，於是在乾隆五十三年到五十六年（1788年至1791年）原本的木柵竹城便由臺灣知府楊廷理改建為土城:95:25。此次改建，最重大的變動就是將大西門往內移動約一百二十餘丈（400m）:25，使五條港區成為城外。這時的府城城垣高一丈八尺（5.76m），頂寬一丈五尺（4.8m），底寬二丈（6.4m），城周兩千五百二十丈（8.064km）:26。
然而到了道光三年（1823年），由於暴風雨導致西邊海岸淤淺，再加上道光十二年〈1832年〉的張丙事件，於是來臺處理的閩浙總督程祖洛奏請加蓋西外城:27。准奏之後，便依照舉人鄭朝蘭的建議在程祖洛的監督下「民捐民辦」，改建嘉慶十年（1805年）府城三郊為了防範蔡牽而加蓋的木柵，並開拱乾門、兌悅門與奠坤門:27，而府城大東門外也擴建了東外城，開仁和、東郭、永康三門:28。這一次的擴建，令城牆周長增加到兩千七百丈（8.64km）:28。
同治六年（1867年）六月與八月發生的暴風雨，令城廓倒塌極為嚴重，同治十三年（1874年）沈葆楨進行了臺灣城最後一次修築工程，修築時間為七月廿五到十二月十五（1874年9月5日－1875年1月22日）:100:67。

### 毀棄與拆除

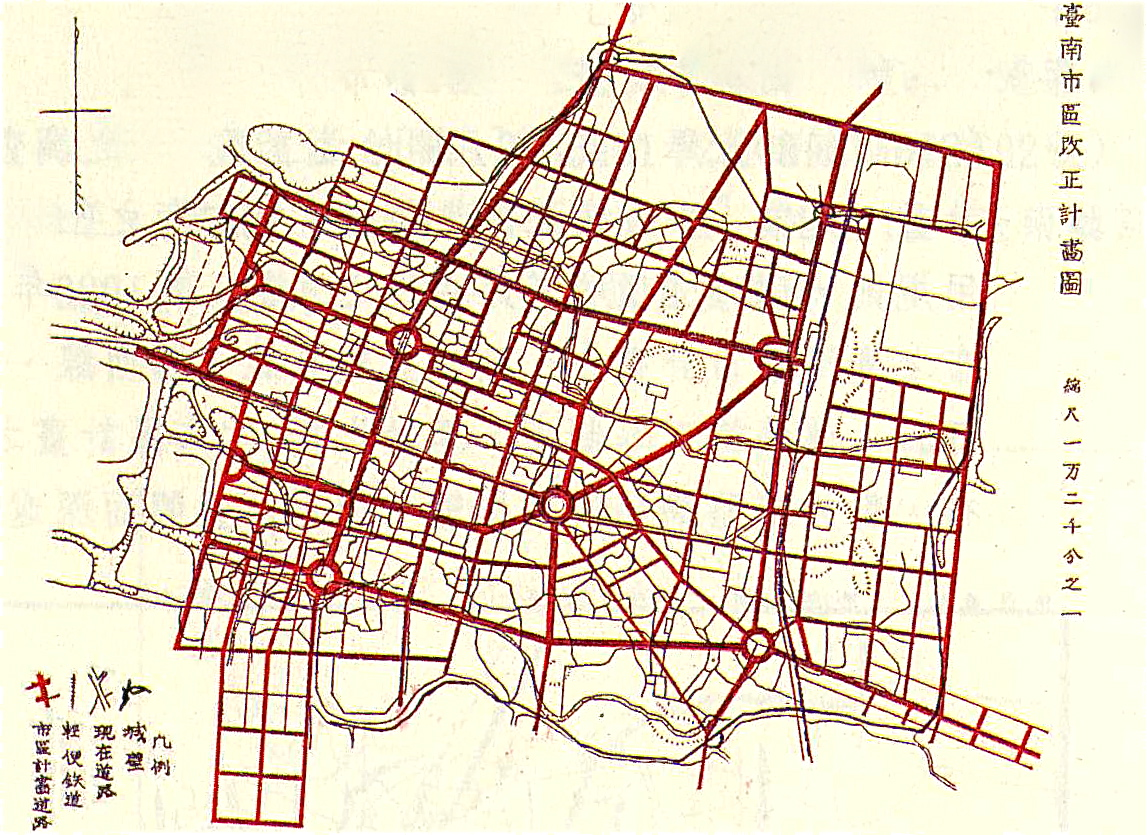
1911年臺南市區改正計畫圖；可見拆除城垣、闢建道路的規劃

日本統治臺灣後引入西方都市計畫概念，認為城牆有礙都市發展且不再具有防衛意義，故逐步將之廢除。首先在明治三十三年（1900年），臺南停車場（即臺南車站）啟用，縱貫鐵道直接鑿穿大北門城壁，入城設站，再由小南門附近城垣出城。而稍後陸續發佈的市區改正計畫，臺灣城大部分的城牆在這段時間遭到拆除，例如西側城牆變成南北向道路（今西門路）。及日治時期結束，絕大部份的城壁皆已消失。

### 現存遺構
當前， 臺灣府城僅留部份殘蹟。現存的相關遺跡自1985年起陸續取得文資身分，2017年，台南市文化局將已列為古蹟的城垣殘蹟整合向文化部提報，並在2020年以「台灣府城城門及城垣殘跡」通過文資審議，升格為國定古蹟。
已被列為國定古蹟的遺跡列表
- 大東門（迎春門）[9]
- 大南門（寧南門）與其甕城[10]
- 兌悅門[11][12]
- 城垣南門段殘蹟
- 東門段殘蹟
- 城垣小東門段殘蹟
- 巽方砲臺

未被指定文化資產的現存遺跡列表
- 小西門（靖波門，因戰後遷建自成功大學等因素，並不具文化資產身分）[13][14]
- 南英商工大南門段殘蹟
- 台南一中小東門城垣南段殘蹟
- 小東門與其甕城殘蹟
- 小北門北段城垣

已被列為文化資產的文物
- 大北門外門額[15][16]
- 小北門外額「小北門」，內額「鎮北門」（1835年立）[17]
- 東郭門門額[18][19]

未被指定文化資產的文物
- 小南門門額（收藏於成功大學歷史文物館）[20]
- 鎮北門門額殘碑（1736年立，收藏於成功大學歷史文物館）

## 地理
臺灣府城建立在嘉南平原西南的臺江內海東南岸，平均海拔約2至19公尺，地勢大致是由東向西微微傾斜。在從勝利路（海拔19公尺，正城東牆所在地）到西門圓環（海拔4公尺，昔日大西門所在地）長達1.8公里距離間，約往西每100公尺海拔就下降0.833公尺:7。
在正城區裡，西垣主要延著3至4公尺等高線發展，而東垣則是沿著19至20公尺等高線發展:7。正城內最低處是西北方的小北大街（今西門路三段一帶）以西的區域:7，而城內另一低處則是在米街、抽籤巷、蓬寮街、草仔巷與二府口之間:8。至於最高處則是位在東邊的高地，乃三爺宮溪與柴橋頭港溪、德慶溪、竹溪的分水嶺:8。而在東西垣之間的緩坡面則流有起源於小東門附近的德慶溪和起源自小南門附近的福安坑溪流過:8，以及魁斗山、崙仔頂、鷲嶺及尖山等小山丘分布:16。
西外城區是由海埔新生地演變成的，現今的地勢海拔在1至5公尺之間，上有許多新生河道被利用來航運:16。其中最為著名的即五條港，是清乾隆初期由府城三郊所開闢整修的五個港道，是當時商業的精華地帶，但隨著臺江的逐漸消失，清末時只能靠臺南舊運河維持與外海間的航運:19。而五條港由北到南分別是：
- 新港墘港：因專運水肥又名「糞溝墘港」。從德慶溪順流而下，至今天的信義街經民族路三段176巷。有支流老古石港[21]:14延伸到兌悅門與集福宮[7]:19。

- 佛頭港：又名「禿頭港」，其港道從鎮渡頭西北延伸，接著東沿今民族路三段南側直到景福祠。而在景福祠這裡再分為三條東西向港道，分別是北邊的王宮港（通正城米街廣安宮）、次南的媽祖港（通正城大天后宮）與南邊的關帝港（通正城開基武廟）[7]:19。

- 南勢港：從水仙宮前沿著今天神農街南邊西行，斜貫協進國小東北角至鎮渡頭[7]:19。

- 南河港：從今天民權路、大井頭遺址沿著今和平街西行[7]:19。昔日的接官亭與西羅殿及南沙宮便分別位於此港道上和此港道邊；而南沙宮因當時常有船隻在廟前停靠，故又有「港頭廟」之稱。[22]

- 安海港：此港道在施姓大宗祠附近分為三條[21]:14。北為松仔腳港[7]:19、中為外新港（通正城開山宮，運輸蔗糖用）[7]:19、南為番薯港（通正城沙陶宮[21]:15）。

## 城垣

### 城門
涵蓋之淡黃色背景者，為當代保存之城池建築或已被登錄臺南市文化資產之身份者，粉色之背景者則為保留極少數遺構者。
| 分區   | 名稱            | 別稱 | 圖片                   | 創建時間                         | 現況 | 備註                                                                                   | 位置 |
| ------ | --------------- | ---- | ---------------------- | -------------------------------- | --- | -------------------------------------------------------------------------------------- | ---- |
| 正城   |                 |      |                        |                                  | |                                                                                        |      |
| 大東門 | 東安門、 迎春門 |      | 清雍正三年（1725年）   | 國定古蹟                         | 內門上有迎春門三字、城額上有東安門三字。附近光華街與府東街之間高低落差為城牆舊址。 1977年將大東門依原來的外貌形式重建。 | 位於城池東南側，清代十字街東端，今位於東門路一段與勝利路口，以圓環形式坐落於道路中央。 |      |
| 大南門 | 寧南門          |      | 清雍正三年（1725年）   | 國定古蹟                         | 設有月城，1977年依原樣重建。內門上有寧南門三字、外門上有大南門三字。而昔日在大南門外是一片廣大墓地:108。                | 位於孔廟正南方，城池南垣正中，出城向南行有五妃廟位於魁斗山，現位於南門路旁公園內。     |      |
| 大西門 | 鎮海門          |      | 清雍正三年（1725年）   | 已拆除                           | | 位於府城城垣西邊。相當於今西門路二段與民權路二段交會處:11。                            |      |
| 大北門 | 拱辰門:27       |      | 清雍正三年（1725年）   | 已拆除                           | 僅保留門額 | 相當於今天小東路與北門路二段交會處:11。                                                |      |
| 小東門 | 鎮東門:179      |      | 清雍正三年（1725年）   | 已拆除                           | 僅保留部份城牆及地基遺址                                                                                                | 位於大東門與大北門之間。原址位於成功大學光復校區，遷移後的小西門亦重建於此:11。        |      |
| 小南門 | 鎮南門:179      |      | 清雍正三年（1725年）   | 已拆除                           | 僅保留門額，剩下部份城牆於臺南女中。1895年日軍便是由此門進入府城:106。                                                  | 所在地相當於今臺南大學附小，開山路與樹林街二段交會處附近:11。                          |      |
| 小西門 | 靖波門          |      | 清乾隆四十年（1775年） | 拆遷至成功大學，不具文化資產身份 | 該門在遷建時，城門上的望樓方向與原址不同。                                                                              | 原址位於西門路一段、府前路口，因妨礙交通而遷建至小東門原址一帶，即成功大學光復校區。   |      |
| 小北門 | 鎮北門:27       |      | 清雍正三年（1725年）   | 已拆除                           | 僅保留門額 | 所在地相當於今公園北路與西門路三段交會處，民德國中附近:11。                            |      |
| 西外城 |                 |      |                        |                                  | |                                                                                        |      |
| 兌悅門 |                 |      | 清道光十五年（1835年） | 國定古蹟                         | 為清朝道光十二年（1832年）的張丙之亂平息後，改建三郊所築木柵為石城而設的三座城門之一:100。現在仍可供人車通行。          | 位於今臺南市中西區文賢路、信義街口:100。                                               |      |
| 拱門   |                 |      | 清道光十五年（1835年） | 已拆除                           | 為清朝道光十二年（1832年）的張丙之亂平息後，改建三郊所築木柵為石城而設的三座城門之一:100。                              | 位於西外城北邊，小北門之外:100。                                                       |      |
| 奠坤門 |                 |      | 清道光十五年（1835年） | 已拆除                           | 為清朝道光十二年（1832年）的張丙之亂平息後，改建三郊所築木柵為石城而設的三座城門之一:100。                              | 位於今臺南市中西區大德街與大勇街交會處:100。                                           |      |
| 東外城 |                 |      |                        |                                  | |                                                                                        |      |
| 東郭門 |                 |      | 清道光十六年（1836年） | 已拆除                           | 僅保留門額，為清朝道光十二年（1832年）的張丙之亂平息後，在大東門外所加建的東外城三座城門之一，且是唯一有城門建築者。    | 位於東外城的東端。約在舊東門派出所附近之東門路二段中:100。                             |      |
| 仁和門 |                 |      | 清道光十六年（1836年） | 已拆除                           | 為清朝道光十二年（1832年）的張丙之亂平息後，在大東門外所加建的東外城三座城門之一。                                      | 位於東外城南邊。在今光華街上，接近正城城垣邊:100。                                     |      |
| 永康門 |                 |      | 清道光十六年（1836年） | 已拆除                           | 為清朝道光十二年（1832年）的張丙之亂平息後，在大東門外所加建的東外城三座城門之一。                                      | 位於東外城北邊。在今勝利國小以北的勝利路中:100。                                       |      |

除了上述十四座城門外，在蔣元樞《重建臺灣郡城圖說》一書中還記載了一座「大廠門」，建在北門外的軍工大廠旁，軍工大廠即「北廠」:41。

## 城區
臺灣府城座東向西，城垣的北東南三方略成弧形，西面截直臨海，形若半月，故有「半月沈江」之稱，市街起伏於臺南臺地七座小山丘和幾條小溪之間。明永曆十八年（1664年）時鄭經依十字街（今民權路與忠義路）為軸心劃承天府治為東安、西定、寧南、鎮北四坊，此後城市大致沿十字街的四個方向擴張，城市紋理由十字街逐漸擴張演變而來。

### 坊
臺灣府城是臺灣道、臺灣府、臺灣縣的駐地。城內德慶溪與福安坑溪刻畫之地勢稜線，促使主要大街自大西門東行，而向東南曲折。清朝承襲明鄭規畫府城為東安、西定、寧南、鎮北四坊，坊置「簽首」管理之:68。不過四坊的界線並不是成「十」字形，而是「K」字形或「片」字形:68。
在中心部十字街附近，草花街分隔了鎮北、東安二坊，帽仔街則分隔了鎮北、西定二坊，而寧南坊北端以草花街、帽仔街與鎮北坊接壤，東西方則以上橫街附近帶狀地帶與東安西定二坊相鄰:68。而在中心區之外，西定與鎮北坊是以德慶溪及縣口街、代書館街、關帝廟前各街之西側為界；西定與寧南坊是以廟前街、安海街、檨仔林的西側為界；寧南與東安坊是以打石街、府文廟東邊至大南門為界；鎮北與東安坊是以觀音亭街、興濟宮前、米市街西側至大北門為界:68。
而在道光時，由於人口與市區的成長，所以又將原有四坊各自拆成上下坊，如東安坊便拆成東安上坊與東安下坊，每一坊依然設簽首治理:69。而咸豐元年（1851年）城內又分成了正城的東段、西段、南段、北段、中段和西外城的大西門外北段與大西門外南段，並以此實行了六段警備制，這是一種由戶而街而境，再由境結合成段的聯境保甲制度:70。而各段保甲設有總簽首，各街再設簽首，而每一戶負責出壯丁或僱夫（每街約需8到10名）:70。武器方面則由官府提供槍枝子彈，民間自備刀槍棍棒等冷兵器:70。其戒備在冬防時期與有民變較為森嚴，並於保甲的指揮系統置有總理、委員、局長，必要時官方還會派遣營勇支援:70。
| 東段         | 從小南門開始經大東門到小東門間，包括六合境與八協境內的街區。 |
| 西段         | 從小西門開始到大西門間，包括六興境與六和境內的街區。         |
| 南段         | 從小南門開始到大南門間，以八吉境為主的街區。                 |
| 北段         | 從小北門開始到大北門間，以十八境為主的街區。                 |
| 中段         | 連接四城門街路兩側的中央地帶，由二十一境合組而成             |
| 大西門外北段 | 水仙宮以北的街區                                             |
| 大西門外南段 | 水仙宮以南的街區                                             |

| 第一保     | 大東門街、聖公廟街、龍泉井街                                                                                 |
| 第二保     | 大人廟街、祝三多街                                                                                           |
| 第三保     | 小東門街、市仔頭街、西竹圍、府東巷、二老口、經廳口、辜婦媽、府西巷街、府城隍街、狗屎巷街、戲臺後街、六吉巷街 |
| 第四保     | 亭仔腳街、公界內街、七娘境街、考棚口街、竹仔行街                                                             |
| 第五保     | 嶺前街、嶺後街、牛磨巷街、坊橋頭前街、坊橋頭後街                                                             |
| 第六保     | 元會境街、嶽帝廟街                                                                                           |
| 第七保     | 大埔街、仁和境                                                                                               |
| 第八保     | 油行尾街、馬公廟街                                                                                           |
| 第九保     | 清水寺街（水流觀音街）                                                                                       |
| 第十保     | 柱仔行街、龍王廟街、重慶寺街、中巷街、安海街                                                                 |
| 第十一保   | 三界壇街、太平境街、天公埕街、頂打石街、統領巷街、上橫街、下大埕街                                           |
| 第十二保   | 草花街、打鐵街、針街、鞋街、打銀街、陳子芬街、番薯崎街                                                       |
| 第十三保   | 五帝廟街、做篾街、下打石街、西轅門街                                                                         |
| 第十四保   | 莊雅橋街、王提塘街、欉仔林街、馬兵營街、大南門街                                                             |
| 第十五保   | 關帝廟街、東轅門街、總趕宮街、草仔寮街                                                                       |
| 第十六保   | 下太子街、福安宮街、良皇宮街                                                                                 |
| 第十七保   | 東巷街、西巷街、松仔腳街、小西門街                                                                           |
| 第十八保   | 城邊街、北頭角街、巾頭角街、王宮東街                                                                         |
| 第十九保   | 帽子街、下橫前街、下橫後街、開山宮街、內新街、保西宮街                                                       |
| 第二十保   | 竹仔街、大井頭街、武館街、佛祖廟街、帆寮街、內南河街、內宮後街、十三鋪街                                     |
| 第二十一保 | 抽籤巷街、內關帝港街、內媽祖港街、米街                                                                       |
| 第二十二保 | 大媽祖宮街、利源巷街、武廟街、范進士街                                                                       |
| 第二十三保 | 萬福庵街、三元巷街、三四境街                                                                                 |
| 第二十四保 | 小媽祖街、赤嵌樓街、縣口尾街、小上帝街、五全境街                                                             |
| 第二十五保 | 大銃街、鴨母寮街                                                                                             |
| 第二十六保 | 三老爺街、安祿境、觀音亭、廣慈庵街                                                                           |
| 第二十七保 | 總爺街、雲霄街、新店尾、大北門街、竹巷口街、天池底街、玉皇宮街                                               |
| 第二十八保 | 牛磨後街、城邊街、外新街、下看西街、土地公口街、十間巷街、番薯港街                                           |
| 第二十九保 | 從小南門開始經大東門到小東門間，包括六合境與八協境內的街區。                                                 |
| 第三十保   | 打棕街、鎮渡頭街、安海港街、松仔腳街、無尾巷街、頂看西街、頂南河街、箍桶街、下南河街、杉行街                 |
| 第三十一保 | 北勢街、北勢橫街、藥王廟街、海安宮街、風神廟街                                                               |
| 第三十二保 | 外媽祖港街、下粗糠崎街、外王宮街、聖君廟街、普濟殿街、仁和街、板店街                                         |
| 第三十三保 | 佛頭港街、金瀛街、看南埕街、土岸尾街、新港墘街、老古石街、後樓仔街                                           |
| 第三十四保 | 金安宮街、巾街、媽祖樓街、試經口街                                                                           |
| 第三十五保 | 草藔後街、大廠口街、磚仔埕街、牛塭堀街、十八調街                                                             |

### 街道
臺灣府城的街道在中心區沿襲荷蘭時期的規畫，呈現格子狀的規畫。其中心即為「十字街」，並以此為基礎增加直交的道路。但從中心區延伸出去後，南北方的路網各自受到德慶溪與福安坑溪以及大型建築影響，導致有些道路不得不迂迴而不復整齊規畫:41，東邊則是受地形與眾多大型建築影響而呈現不規則路網:44，西半部則是東西向道路較規則，但南北向略顯不規則:44。

### 設施
由於臺灣府城一帶是臺灣最早開發的地區，而且在光緒十一年（1885年）臺灣建省之前，全臺最高行政中心便位於臺灣府城，所以在府城裡建有許多的設施。
- 行政機構
  - 巡道衙：為臺廈兵備道[註 10]、臺廈道[註 11]、臺灣道[註 12]或臺灣兵備道[註 13]之官衙，設在西定坊，相當於今天臺南市永福國小的位置[7]:21。
  - 臺灣府署：是臺灣知府倪象愷於雍正七年（1729年）利用明代承天府署改建而成，位於東安坊，相當於今衛民街憲兵團本部附近，武德街的兩側[7]:21。
  - 臺灣縣署：原本在東安坊，乾隆十五年（1750年）移到鎮北坊赤崁樓右邊，即今天成功國小一帶[7]:21。
  - 臺灣分府衙門（二分府、二府衙或臺灣海防廳）：原本設在鹿耳門，於雍正八年（1730年）移到府城西定坊，約為今永福路二段35巷與府前路一段304巷間[7]:22，友愛市場南邊[註 14][26]:133。西定坊海防廳衙門一帶因為有此設施，所以有二府口這個地名[26]:132[27]:81。臺灣海防同知在光緒元年（1875年）裁撤改置「卑南同知」後，二府衙因而閒置，直到光緒十四年（1888年）改為「按司獄衙門」[26]:133[27]:81。日本時代該衙門的土地由臺南監獄管理，後建有多棟宿舍，二次大戰後由臺灣省山林管理處接管這些房舍[26]:133[27]:81。
- 軍事機構：府城的主要軍事衙署為總鎮標營、城守營與臺協水師營，其中由於臺協水師營設在今臺南市安平區，所以實際上鎮守府城海防的是鎮海營。而在城內的軍事衙署，除了馬兵營之外，都在德慶溪北岸並佔地極廣[7]:22。
  - 總鎮標署（總鎮標營，正式名稱是「鎮守臺澎總兵官署」）：為康熙二十五年（1686年）由總兵楊文魁所建，位在鎮北坊，相當於今天臺南公園西邊舊陸軍兵工配件廠一帶。乾隆五年（1740年）添築土城，座東北東朝西南西，開有東西二門，南邊鄰雲霄街（新店尾街）。直轄於臺灣鎮臺（總兵），為號令全臺軍事要務的機構[7]:22。
  - 鎮標左營〈左營游擊署〉、左營守備署：位在鎮北坊。約位在今公園南路、長德街、長賢街、長北街中央之街區處。[7]:22。
  - 鎮標右營〈右營游擊署〉、右營守備署：位在東安坊[7]:22。
  - 城守營參府署：設於雍正十一年（1740年）[7]:22，相當於今天北區富北路國有財產局附近[7]:11。
  - 道標營：由鎮標左、右營遣兵駐紮，康熙二十三年（1684年）設，六十年（1721年）撤，而同治八年（1869年）又復置，並升「游擊」為「都司」[7]:22。約在今天臺南車站圓環西南部份[7]:11。
  - 軍裝局：為儲藏武器之處，約在今天臺南市新光影城與大億麗緻飯店所在地[7]:22。建築時間為同治十三年六月初四到十月十三（1874年7月17日－11月21日）[4]:67。日本時代該處在1899年設置有臺南監獄（後改制為臺南刑務所）[26]:134[27]:91。
  - 馬兵營：在今天府前路一段上的原臺南地方法院[7]:22。
  - 火藥庫：有兩個。一個約在今天成功大學光復校區內，另一個在臺南公園南邊與成功路間（昔日督標公廳與中協衙之間）[7]:22。而成大裡的火藥庫是同治十三年六月初三到十一月三十（1874年7月16日－1875年1月7日）間所蓋成的[4]:67。
  - 鎮海營：在五條港分叉點鎮渡頭附近，約為今天臺南市協進國小的位置[7]:22。
  - 軍工廠：為造水師戰船之處，有南北二廠。北廠在今臺南市立人國小背後，南廠則在臺南保安宮西邊保安路與康樂街交會處[7]:22。
- 文教
  - 府文廟臺南府儒學：在寧南坊，即今臺南孔子廟一帶[7]:28。
  - 縣學文廟：康熙二十三年（1684年）設在東安坊[7]:28。約在今東門圓環與開山路之間的府前路一段上[7]:11。
  - 文昌祠：在縣學宮崇聖殿後；一在崇文書院[7]:28。
  - 魁星堂：原在西定坊道署旁（今臺南市永福國小附近），即中社書院，後來改名奎樓書院[註 15][7]:28。
  - 敬聖樓：雍正四年（1726年）由施世榜所建，即南社書院[7]:28。在大南門外，相當於今樹林路二段與永福路一段交會處附近[7]:11。
  - 海東書院：康熙五十九年（1720年），建在府學之西[7]:28，約今天臺南市忠義國小上[7]:11。後曾屢次遷徙，乾隆三十年（1765年）又遷回孔廟西邊（但非原址），之後定址於此。
  - 崇文書院：康熙四十三年（1704年），建在府署之東（今臺南市武德街附近）[7]:28。
  - 正音書院：在臺灣縣署之左，約今天成功國小一帶[7]:28。
  - 引心書院：嘉慶十五年（1810年）於檨仔林街，後來改稱臺灣縣書院並移到柱仔行街，而光緒十二年（1886年）又改為蓬壺書院並遷到赤崁樓附近。原由邑紳黃拔萃私設，後來改為官設[7]:28。

## 產業
昔日在臺灣府城裡有旺盛的商工業活動，而這些活動主要集中在城內某些區域。

### 三郊
三郊是昔日臺灣府城裡最大的三個商人公會，分別是北郊、南郊與糖郊。他們主要是在五條港區活動，靠著與中國大陸間的貿易賺進了大量的財富。而在積累了大量財富的同時，三郊也在地方公共事務上出了很多力:29，也自組了地方自衛組織，強化了府城的治安，就某方面來說宛如基層行政機構一般:30。事實上包圍五條港區的西外城改建為老古石城前的城柵，便是三郊怕海盜蔡牽進攻府城而在嘉慶十年（1805年）自掏六千兩銀子在三天內完成了從小西門經鎮海營到小北門長達一千兩百丈（約3.48公里）的木柵:27。

### 六條街
六條街即是六和境的竹仔街、武館街、大井頭街、帽街、下橫街與武廟街:30，其在祀典武廟內設了「六和堂」作為辦事處。這一帶是府城的零售業商業街，商品是從「郊」那裡批來的，而在六條街周圍則有工夫店與手藝店，如:30：
- 曾振明街：香店的專業街，街名由來是這裡有知名的香鋪「曾振明號」；其如紫檀、羅粘等原料是從大陸進口的[7]:30。
- 米街：是碾米業集中之處[7]:30。
- 粗糠崎：在米街之後，是運送碾米後的粗糠到仁和街的路段[7]:30。
- 仁和街：是糖果、糕餅業的集中處[7]:30。
- 頂打石街、下打石街：加工船肚石的專業街[7]:30。
- 做篦街：古稱做燈街，是條賣竹器的街道[7]:30。
- 蓬寮街：又名帆寮街，是專門作船帆之帆布的街道[7]:30。
- 打銀街、打鐵街、做針街：出售金屬製品的街道[7]:30。
- 草花街：販售草花之處[7]:30。
- 麻糬巷：製作麻糬之處[7]:30。
- 鞋街：做鞋之處[7]:30。
- 牛磨後：製糖之處[7]:30。

### 市集
除了上述地區外，在府城內還有其他的市集。以下是光緒末年時府城內的市集:31。
| 類型     | 地點       | 販售內容           |
| -------- | ---------- | ------------------ |
| 露天攤販 | 延平郡王祠 | 糖果餅乾           |
| 露天攤販 | 大西門     | 食品、蔬菜、番薯簽 |
| 露天攤販 | 北勢尾街   | 竹筏               |
| 露天攤販 | 大東門     | 五穀               |
| 露天攤販 | 大南門     | 蔬菜               |
| 露天攤販 | 小南門     | 番薯簽             |
| 露天攤販 | 大北門     | 五穀               |
| 露天攤販 | 小北門     | 五穀、豆子         |
| 常設店鋪 | 總爺街     | 魚菜肉類雜市       |
| 常設店鋪 | 大井頭街   | 荖葉               |
| 常設店鋪 | 外新街     | 鹹魚               |
| 常設店鋪 | 鴨母寮街   | 鴨子、牛皮         |
| 常設店鋪 | 洪公祠街   | 豬                 |
| 常設店鋪 | 竹仔行街   | 竹子               |
| 常設店鋪 | 大埔街     | 麵線               |
| 常設店鋪 | 小東門     | 鮮花               |
| 常設店鋪 | 小西門     | 生魚               |
| 攤販市場 | 道爺口街   | 魚菜肉類雜市       |
| 攤販市場 | 嶽帝廟街   | 魚菜肉類雜市       |
| 攤販市場 | 水仙宮街   | 魚菜肉類雜市       |
| 攤販市場 | 關帝廟街   | 飲食               |
| 攤販市場 | 大上帝廟街 | 飲食               |
| 攤販市場 | 銀同公街   | 水果（主要是鳳梨） |
| 攤販市場 | 龍王廟     | 水果（主要是鳳梨） |
| 攤販市場 | 內新街頭   | 肉                 |
| 攤販市場 | 彌陀寺街   | 瓜子               |
| 攤販市場 | 內關帝港街 | 柑橘               |

## 宗教
過去在臺灣府城的宗教大致為儒、道、佛、齋四大類:33，後來清廷開放傳教後，基督教也開始在城內出現，例如同治四年（1865年）來臺的馬雅各傳教士便曾在看西街設立醫館。:195但當時傳教士受到居民排斥，便改至今高雄旗津一帶傳教。後回到府城時，改至東門城外（今屬東區）建立據點
府城裡的廟宇會形成所謂的「境」，成為一個個的祭祀圈，如三協境、六合境、四安境等:69。特別的是，基督教傳教時也使用傳統宗教的聯境的作為教會名，例如太平境教會。

## 名勝
- 七寺八廟：指府城內十五間有名的寺廟。
- 府城八景：是昔日府城的勝景，但隨著時代變遷有些景觀已經不存。

## 軼聞
- 蔣公子敗地理：傳說臺灣知府蔣元樞在府城的建設其實是為了要破府城的風水。

## 相關
- 臺南歷史
- 臺灣府
- 臺南府
- 一府二鹿三艋舺

## 外部連結
- 清末臺灣府城四坊示意圖 （页面存档备份，存于）